# Волфганг Паул
Волфганг Паул (на немски: Wolfgang Paul) е германски физик, носител е на Нобелова награда за физика за 1989 г., за разработването на четириполюсния „йонен капан“.

## Биография
Роден е на 10 август 1913 г. в Лоренцкирх, Германия. Завършва Техническия университет – Берлин, в класа на Ханс Гайгер, като преди това учи в Мюнхен. След защитата на докторската си дисертация, започната в Университета в Кил и завършена в Техническия университет в Берлин, е назначен за лектор в Университета в Гьотинген. През 1952 е назначен за професор в Университета в Бон, където остава до 1993. От 1965 до 1967 е директор на отдела по ядрена физика на CERN.
Умира на 7 декември 1993 г. в Бон на 80-годишна възраст.

## Научна дейност
Работи в областта на атомната и молекулната физика. Занимава се с масова спектроскопия, отделяне на изотопи, разсейване на електрони в материални среди. През 1953 г., разработва четириполюсния „йонен капан“, откритие, което му носи Нобеловата награда по физика за 1989.